# Шоколадные холмы
Шоколадные холмы — геологическое образование в филиппинской провинции Бохоль. На площади в 50 квадратных километров расположено, по разным источникам, от 1260 до 1776 холмов. Холмы покрыты зелёной травой, которая во время сухого сезона меняет свой цвет на коричневый, — отсюда и происходит название холмов.
Шоколадные холмы являются туристической достопримечательностью Бохоля. Они изображены на флаге и гербе провинции, символизируя изобилие в ней природных достопримечательностей. Также холмы находятся в списке важнейших объектов туристического направления на Филиппинах; они объявлены третьим по значению геологическим памятником в стране и предложены к включению в список Всемирного наследия ЮНЕСКО.